# Beilschmiedia angustifolia
Beilschmiedia angustifolia är en lagerväxtart som beskrevs av André Joseph Guillaume Henri Kostermans. Beilschmiedia angustifolia ingår i släktet Beilschmiedia och familjen lagerväxter. Inga underarter finns listade i Catalogue of Life.